# Cantó de Chirongui
El cantó de Chirongui és un cantó francès del departament d'ultramar de Mayotte. Abasta el municipi de Chirongui.

## Història
| Data d'elecció                           | Identitat  | Partit         | Qualitat |
| ---------------------------------------- | ---------- | -------------- | -------- |
| 2004-2011                                | Ali Halifa | Sense etiqueta |          |
| 2011-                                    | Ali Moussa | Divers gauche  |          |
| les dades anteriors no són pas conegudes |            |                |          |
|                                          |            |                |          |